# 奥地利藩侯国
奥地利藩侯国（德語：Markgrafschaft Österreich）是中世紀的以多瑙河為中心，介於恩斯河和维也纳林山之間，在現代奧地利的上奧地利和下奧地利境內的國家。它從大約公元972年存續到1156年。
它起源於之前的法蘭克帝國的邊境建築，這些建築最初是為了在巴伐利亞東部邊界防禦阿瓦爾人而建立的。在整個法蘭克帝國時期，該地區由東法蘭克統治者管轄，他們控制著巴伐利亞並任命東部地區的邊防指揮官。
10世紀初，該地區遭到馬扎爾人的襲擊。後者在第二次莱希菲尔德战役（955年）中被擊敗，德意志人開始逐步重新征服該地區。到972年，多瑙河沿岸新收復的邊境地區被重組為藩侯国，後來被稱為巴伐利亞的東部邊疆區（拉丁語：marcha orientalis）。該地區在拉丁語也可稱作，德語即是，也就是奧地利的名稱。第一個已知的藩侯是伯克哈德，他自 972 年以來就在資料中被提及。
自 976 年以來，它由法蘭克貴族巴本堡家族的侯爵統治。侯爵領保護神聖羅馬帝國朝向鄰國匈牙利的東部邊界。當奧地利藩侯於 1156 年根据《小特权》被升格為奧地利大公時，它也成為了一個公國。